# Alböke distrikt
Alböke distrikt är ett distrikt i Borgholms kommun och Kalmar län på norra Öland. 
Distriktet ligger nordost om Borgholm. 

## Tidigare administrativ tillhörighet
Distriktet inrättades 2016 och utgörs av en del av det område som Borgholms stad omfattade före 1971, delen  som utgjorde Alböke socken före 1969.
Området motsvarar den omfattning Alböke församling hade vid årsskiftet 1999/2000.